# 파브리케디발리코
파브리케디발리코(이탈리아어: Fabbriche di Vallico)는 이탈리아 토스카나주 루카도에 있던 코무네이다. 피렌체에서 북서쪽으로 약 70km, 루카에서 북서쪽으로 약 20km 정도 떨어진 곳에 위치했다.
2014년 1월 1일을 기해 베르제몰리와 함께 파브리케디베르제몰리 코무네로 통합되면서 소멸되었다.